# Goldbrauner Mausmaki
Der Goldbraune Mausmaki (Microcebus ravelobensis) ist eine auf Madagaskar lebende Primatenart aus der Gattung der Mausmakis innerhalb der Gruppe der Lemuren.

## Merkmale
Goldbraune Mausmakis sind wie alle Mausmakis sehr kleine Primaten. Sie erreichen eine Kopfrumpflänge von 12 bis 14 Zentimeter, wozu noch ein 14 bis 17 Zentimeter langer Schwanz kommt. Das Gewicht variiert zwischen 60 und 110 Gramm. Ihr Fell ist an der Oberseite goldbraun gefärbt, die Unterseite ist gelblich-weiß. Der verglichen mit dem Körper relativ lange Schwanz ist dünn und braun gefärbt. Der Kopf ist relativ klein, die Ohren sind groß und spärlich behaart, die großen Augen sind von dunkelbraunen Ringen umgeben.

## Verbreitung und Lebensweise

Verbreitungsgebiet (rot)

Goldbraune Mausmakis bewohnen die trockenen Laubwälder im nordwestlichen Madagaskar. Sie sind in der Region Ankarafantsika verbreitet.
Sie sind nachtaktive Baumbewohner und bewegen sich häufig springend durch das Geäst. Tagsüber schlafen sie in Blätternestern und weniger in Baumhöhlen als andere Mausmakis. Männchen und Weibchen schlafen öfters im gleichen Nest, gehen aber getrennt auf Nahrungssuche. Sie dürften Allesfresser sein.

## Gefährdung
Das gesamte Verbreitungsgebiet dieser Art umfasst weniger als 5000 km² und ist stark zersplittert. Bedrohungen sind die Zerstörung ihres Lebensraums und die Verfolgung durch eingeschleppte Raubtiere. Die IUCN listet den Goldbraunen Mausmaki als „stark gefährdet“ (endangered).